# Kerimbübü Szopokowa
Kerimbübü Szopokowa (kirg. Керимбүбү Шопокова, ur. 19 grudnia 1917 w aule Sokułuk obecnie w obwodzie czujskim, zm. 23 grudnia 2013 w rejonie Sokułuk) – pracownica kołchozu, przodownica pracy, Bohater Pracy Socjalistycznej (1957).

## Życiorys
Urodziła się w biednej kirgiskiej rodzinie chłopskiej. W wieku 13 lat została osierocona, wychowywała się u krewnych. Wyszła za mąż za Düjszönkuła Szopokowa (traktorzystę kołchozu), wraz z którym wyjechała do aułu Brikme. Pracowała przy zbiorze buraków cukrowych. W 1941 jej mąż został powołany do armii i wkrótce potem zginął na froncie. W 1944 została przyjęta do WKP(b). Po wojnie kołchoz Kyzył-Asker, w którym pracowała, został połączony z kołchozem im. Czapajewa i nazwany potem imieniem Düjszönkuła Szopokowa. Kerimbübü Szopokowa pracowała jako przewodnicząca rady wiejskiej, w 1956 została drużynową grupy zbierającej plony buraków cukrowych. Za zebranie bardzo wysokich plonów, po 707 kwintali z każdego hektara, otrzymała tytuł Bohatera Pracy Socjalistycznej. Była deputowaną do Rady Najwyższej ZSRR 2 kadencji (1950-1954) i 5 kadencji (1958-1962), a także Rady Najwyższej Kirgiskiej SRR 6 i 8 kadencji. Wybrano ją delegatem na XXI, XXII i XXIII Zjazdy KPZR (1959, 1961 i 1966), a także III Wszechzwiązkowy Zjazd Kołchoźników (1969).

## Odznaczenia
- Medal Sierp i Młot Bohatera Pracy Socjalistycznej (15 lutego 1957)
- Order Lenina (dwukrotnie, 28 lutego 1946 i 15 lutego 1957)
- Order Czerwonego Sztandaru Pracy (25 września 1948)
- Order „Manas” II klasy (1997)

I medale.